# Episodi di Drop Dead Diva (sesta stagione)
La sesta e ultima stagione della serie televisiva Drop Dead Diva, composta da 13 episodi, è stata trasmessa in prima visione assoluta negli Stati Uniti d'America da Lifetime dal 23 marzo al 22 giugno 2014.
In Italia, la stagione è andata in onda in prima visione satellitare su Fox Life, canale a pagamento della piattaforma Sky, dal 7 luglio all'11 agosto 2015.
| nº | Titolo originale     | Titolo italiano           | Prima TV USA   | Prima TV Italia |
| -- | -------------------- | ------------------------- | -------------- | --------------- |
| 1  | Truth & Consequences | Colpo di scena            | 23 marzo 2014  | 7 luglio 2015   |
| 2  | Soulmates?           | Anime gemelle?            | 23 marzo 2014  | 7 luglio 2015   |
| 3  | First Date           | Quasi amici               | 30 marzo 2014  | 14 luglio 2015  |
| 4  | Life & Death         | Promessa per la vita      | 6 aprile 2014  | 14 luglio 2015  |
| 5  | Cheers & Jeers       | L'ape regina              | 13 aprile 2014 | 21 luglio 2015  |
| 6  | Desperate Housewife  | Una casalinga disperata   | 27 aprile 2014 | 21 luglio 2015  |
| 7  | Sister Act           | Un dollaro al mese        | 4 maggio 2014  | 28 luglio 2015  |
| 8  | Identity Crisis      | Crisi d'identità          | 11 maggio 2014 | 28 luglio 2015  |
| 9  | Hope and Glory       | Testa a testa             | 18 maggio 2014 | 4 agosto 2015   |
| 10 | No Return            | Una singolare coincidenza | 1º giugno 2014 | 4 agosto 2015   |
| 11 | Afterlife            | Diritti d'autore          | 8 giugno 2014  | 11 agosto 2015  |
| 12 | Hero                 | L'eroe mascherato         | 15 giugno 2014 | 11 agosto 2015  |
| 13 | It Had To Be You     | La grande riconciliazione | 22 giugno 2014 | 11 agosto 2015  |